# ناتاشا يانكوفيتش
ناتاشا يانكوفيتش (بالكرواتية: Nataša Janković)‏ مواليد 27 أغسطس 1991 في زغرب، هي لاعبة كرة يد كرواتية تلعب كجناح أيمن. مثلت منتخب كرواتيا لكرة اليد للسيدات.

## سجل المنافسة
شاركت في البطولات التالية:
- بطولة أوروبا لكرة اليد للسيدات 2016

## روابط خارجية
- ناتاشا يانكوفيتش على موقع الاتحاد الأوروبي لكرة اليد (الإنجليزية)